# 杜埃城市公共交通
杜埃城市公共交通是法国北部城市杜埃（法語：Douai）的城市公共交通系统，其法语商业名称为。

## 历史

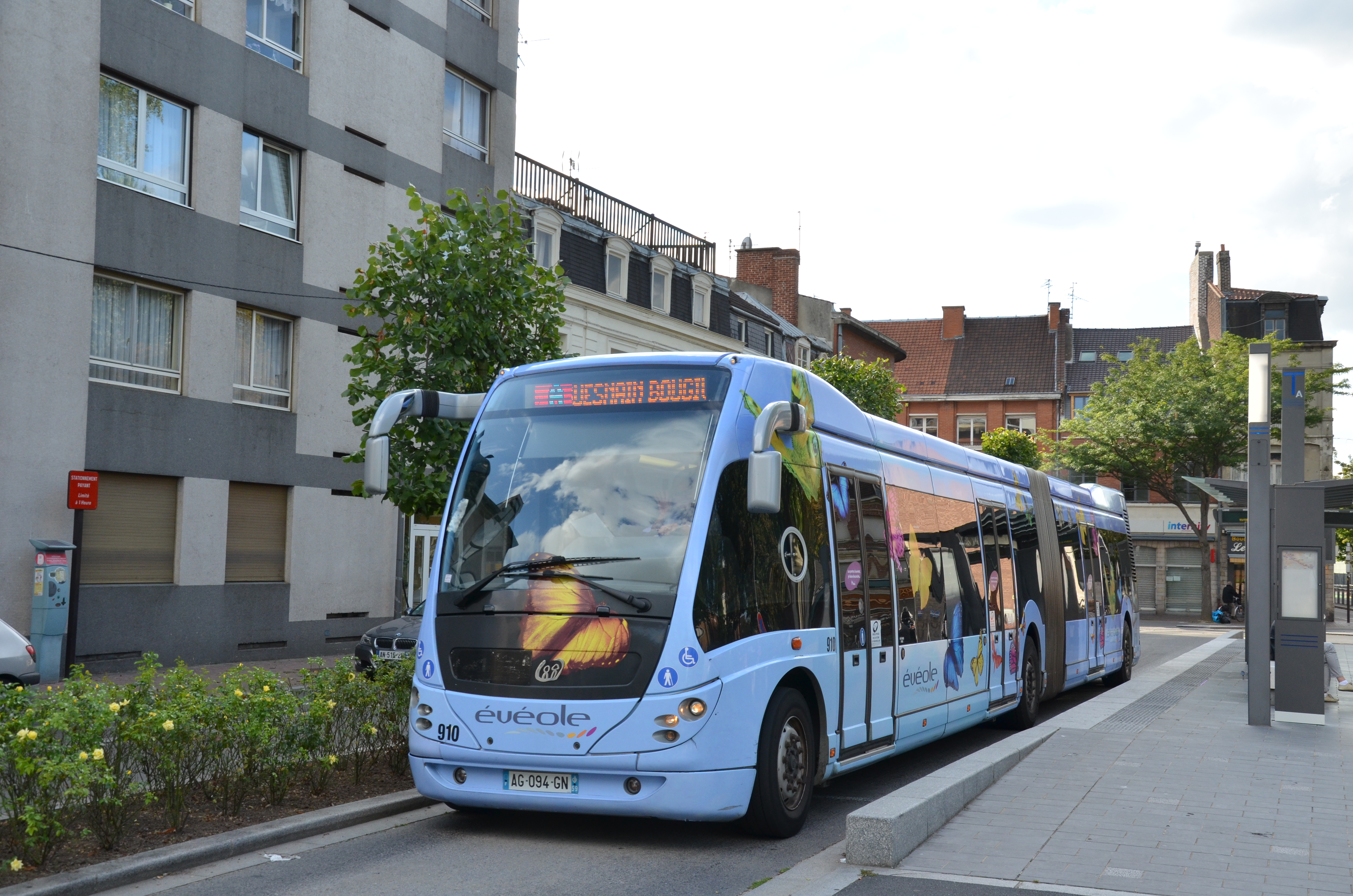
早期杜埃大容量公交使用的斐利亚公共汽车

杜埃最早的公共交通线路出现于1896年，彼时，杜埃老式有轨电车为当地唯一的城市公共交通工具。1953年，有轨电车被公共汽车代替。2010年，杜埃大容量公交投入运行，其先期使用的斐利亚铰链式公共汽车因故障率过高而于2014年12月废弃，由曼恩 Lion's City铰链式汽车代替。

## 组织

### 运营
杜埃城市公共交通由杜埃综合交通委员会（Syndicat mixte des transports du douaisis，简称STMD）负责管理，并提供人员配置并运营。

### 财政
杜埃城市公共交通的财政管理由杜埃综合交通委员会自身负责，其财政来源包括3部分：
- 地方财政支出，由杜埃城市圈公共社区负责。
- 交通财政转移（Versement du transport），其财政来源为企业财政征收（Prélèvement）。2018年，杜埃地区的交通财政转移征税率为1.8%[4]。
- 商业收入，即车票等。

杜埃城市公共交通系统尚未获得国家直接补助。

## 设施
截止2020年2月，杜埃城市公共交通系统共有1条大容量线路、17条普通线路和20条定制线路、另有多条校车线路。

## 线路网
杜埃城市公共交通的线路网覆盖了杜埃城市圈公共社区内的所有市镇。

## 线路

### 普通线路
| 线路 | 起站                                                                                    | 终点                                               | 运行时间 |
| ---- | --------------------------------------------------------------------------------------- | -------------------------------------------------- | -------- |
| 2    | AUBY - Bon Air 欧比-博奈尔                                                              | SIN-LE-NOBLE - Lycée 桑勒诺布勒-高级中学           | 全年     |
| 3    | PECQUENCOURT - Ste-Marie 佩康库尔-圣玛丽                                                | DOUAI - Place De Gaulle 杜埃-戴高乐广场            | 全年     |
| 5    | FLERS-EN-ESCREBIEUX – Centre Commercial 弗莱尔昂埃斯科尔比约-商业中心                   | DOUAI - Place De Gaulle 杜埃-戴高乐广场            | 全年     |
| 6    | ROOST-WARENTIN – 4 Pavés 罗-瓦朗丹-卡特尔帕韦                                           | DOUAI - Gare 杜埃-火车站                           | 全年     |
| 7    | RAIMBEAUCOURT – Hélène Borel 兰博库尔-伊莲·波雷尔                                       | DOUAI - Place De Gaulle 杜埃-戴高乐广场            | 全年     |
| 8    | CUINCY – Closerie / Place d'Esquerchin 宽西-克洛瑟里/埃斯凯尔尚广场                     | DECHY – Iris 德希-鸢尾                             | 周一至六 |
| 12   | DECHY – Centre Hospitalier 德希-中心医院                                                | SOMAIN - Gare 索曼-火车站                          | 全年     |
| 13   | DECHY – Résidence Desbordes Valmore 德希-瓦尔莫尔小区                                   | DOUAI - Place De Gaulle 杜埃-戴高乐广场            | 全年     |
| 14   | DOUAI – Église du Râquet 杜埃-拉凯教堂                                                  | DOUAI - Résidence d'Aoust 杜埃-奥斯特小区          | 周一至六 |
| 15   | DOUAI – De Lattre de Tassigny 杜埃-德·塔西尼                                            | DOUAI - Arsenal 杜埃-兵工厂                        | 周一至六 |
| 16   | FLINES-LES-RACHES – Le Cattelet 弗利讷莱拉什-勒卡特莱                                   | DOUAI - Place De Gaulle 杜埃-戴高乐广场            | 周一至六 |
| 17   | DOUAI – Renault / CUINCY – ZI Cuincy 杜埃-雷诺 / 宽西-工业园区                          | ANHIERS – Route de Flines 阿尼耶尔-弗利讷公路      | 周一至六 |
| 18   | AUBERCHICOURT - Chaufour 欧贝希库尔-热炉灶                                              | HORNAING - Cité Heurteau 奥尔南-厄尔托城           | 周一至六 |
| 19   | MARCHIENNES - Collège M. Yourcenar 马尔西耶讷-于瑟纳尔初级中学                          | ARLEUX - Collège Val de Sensée 阿尔勒-桑塞谷       | 周一至六 |
| 20   | SOMAIN - Gare 索曼-火车站                                                               | DOUAI - Lycée E. Labbé 杜埃-拉贝高级中学           | 周一至五 |
| 21   | LÉCLUSE - Bourrelier 莱克吕斯-布尔利耶                                                  | DOUAI - Lycée E. Labbé 杜埃-拉贝高级中学           | 周一至六 |
| 23   | MONTIGNY-EN-O. - Gare/PECQUENCOURT - Anchin 奥斯特尔旺地区蒙蒂尼-火车站 / 佩康库尔-昂尚 | MARCQ-EN-O. - Mal Foch 奥斯特尔旺地区马克-福煦元帅 | 周一至六 |

### 定制公交线路
杜埃城市公共交通开行20条定制公交线路，编号自101至121，覆盖了杜埃城市圈公共社区内的所有市镇。

## 票价
杜埃城市公共交通的车票系统包括两大类型：单次车票和公交卡。

### 单次车票
杜埃城市公共交通的单次车票为不记名的一次性纸质车票，在售票处或公交车司机处购买，单次卡价格为1.5欧元，在插卡后一小时内可无限次换乘。

### 公交卡
杜埃的公交卡包含多种类型，包括公共卡（所有人均可办理和使用）、学生卡、老年卡等，办理时需实名登记并出示相关证件。普通的公交卡可在指定的时间段内无限次乘坐杜埃城市公共交通下属的所有线路。

## 图集

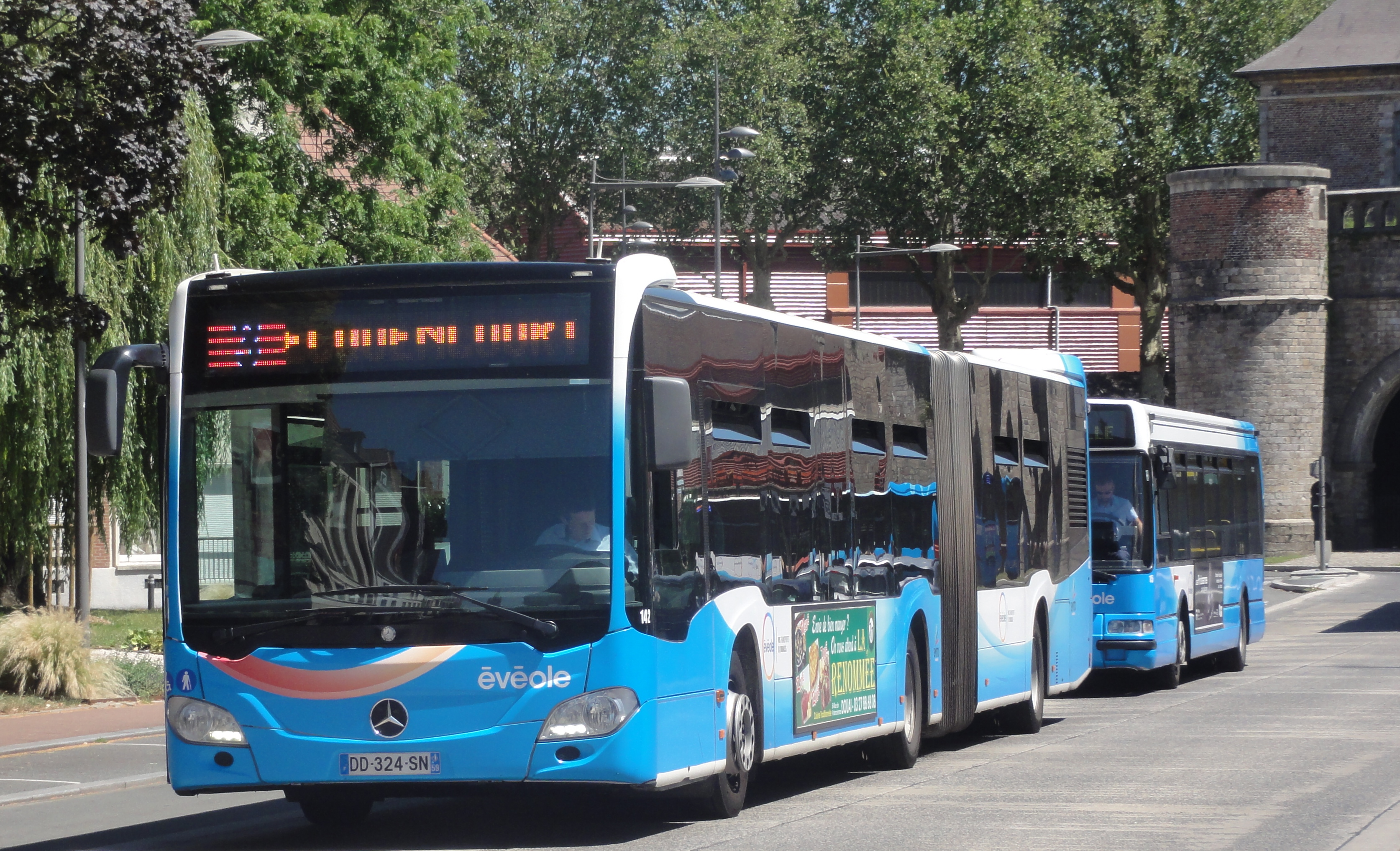
杜埃公交3路
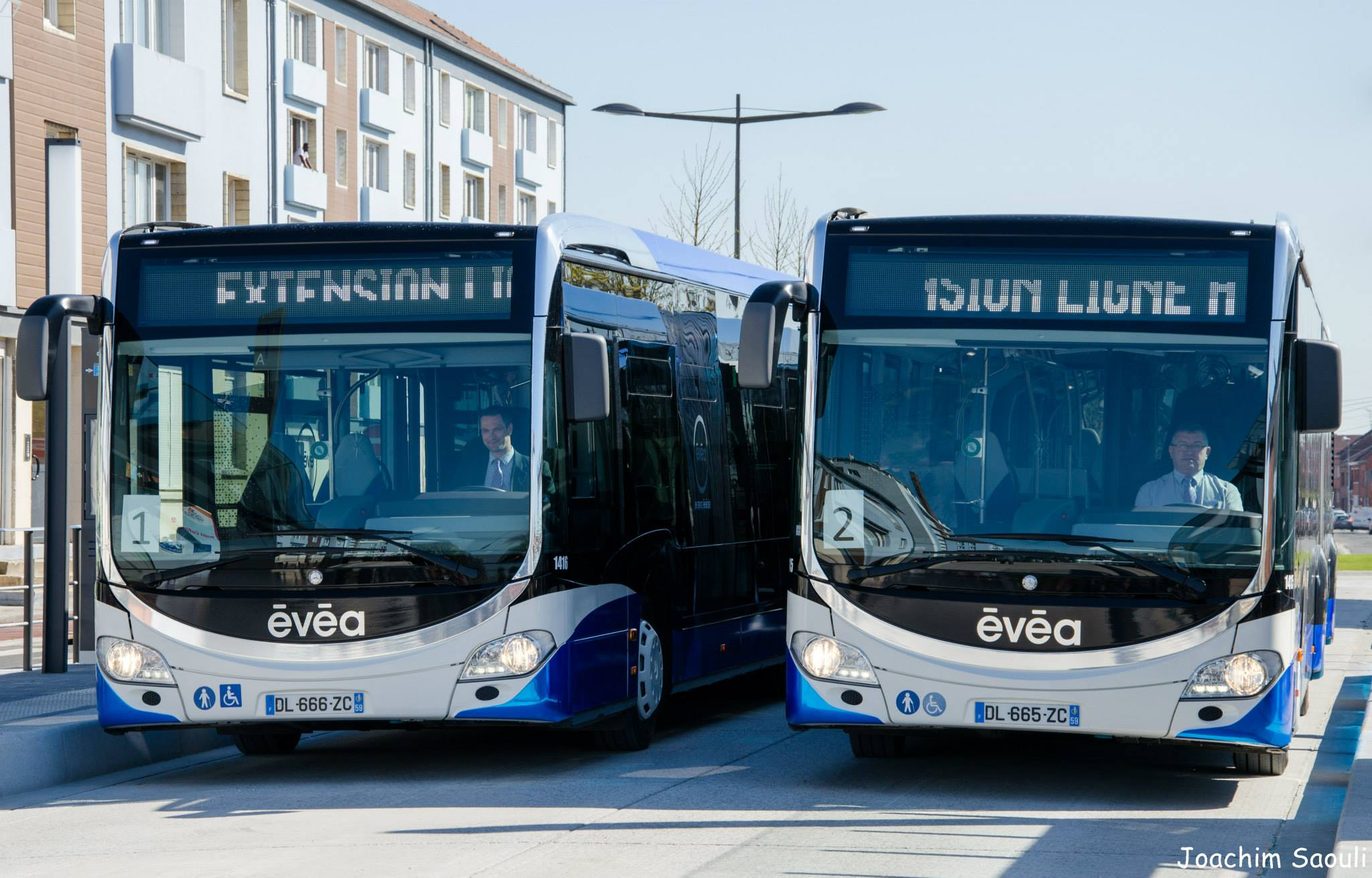
杜埃公交A路
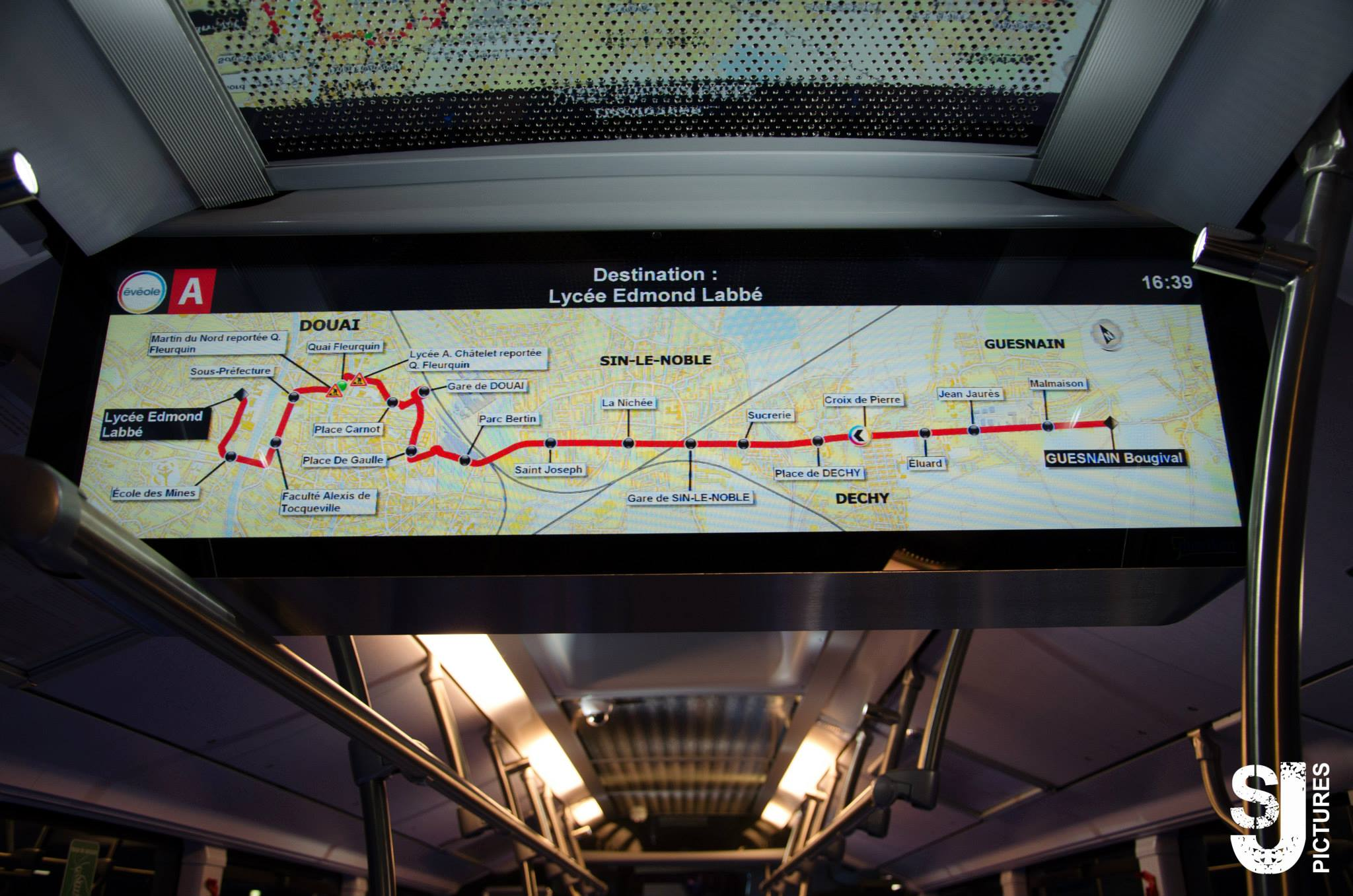
杜埃大容量公交内的显示屏